# Carl Friedrich Meißner
Carl Friedrich Meißner (* 1818 in Priesteblich; † 1881) war ein deutscher Lehrer, Komponist und Autor.

## Leben und Wirken
Meißner wurde 1837 zweiter Lehrer in Großzschocher. 1841 wechselte er in das Erzgebirge in die Berg- und Exulantenstadt Johanngeorgenstadt, wo er Tertius und Organist wurde. Nach sieben Jahren ging er als Organist und Bürgerschullehrer nach Schneeberg. 
Neben musikalischen Werken für Orgel und Männergesang verfasste er Aufsätze in musikalischen und pädagogischen Zeitschriften sowie in der wissenschaftlichen Beilage zur Leipziger Zeitung.

## Werke
- Liederschatz für deutsche Schulen. Eine Sammlung von 103 Liedern und 75 Chorälen für Schüler des mittlern und reifern Alters. Werl, Leipzig, 1865.
- Winke und Rathschläge für Cantoren, Organisten und Kirchschullehrer und alle Die, welche Interesse am Gesange und Orgelspiel nehmen, über Choralbegleitung, Zwischenspiele, Vorspiele, Nachspiele, Registrirkunst, Orgel-Disposition, Orgelprüfung, Orgelstimmung und Gesang. Klinkhardt, Leipzig, 1869.